# Krasiczyn (Ukraina)
Krasiczyn (ukr. Красичин) – wieś na Ukrainie, w rejonie lwowskim (wcześniej w rejonie kamioneckim) obwodu lwowskiego. Wieś liczy około 60 mieszkańców.
W II Rzeczypospolitej do 1934 samodzielna gmina jednostkowa. Następnie należała do zbiorowej wiejskiej gminy Dzibułki w powiecie żółkiewski w woj. lwowskim. Po wojnie wieś weszła w struktury administracyjne Związku Radzieckiego.